# Ahiwara
Ahiwara is een nagar panchayat (plaats) in het district Durg van de Indiase staat Chhattisgarh. 

## Demografie
Volgens de Indiase volkstelling van 2001 wonen er 18.744 mensen in Ahiwara, waarvan 51% mannelijk en 49% vrouwelijk is. De plaats heeft een alfabetiseringsgraad van 66%. 